# Jewish Restitution Successor Organization
Die Jewish Restitution Successor Organization Inc. (JRSO, auch IRSO; deutsch: Jüdische Restitutionsnachfolger-Organisation) mit Sitz in New York wurde 1948 von verschiedenen amerikanischen und internationalen jüdischen Organisationen gegründet.
Ihr Ziel war es, in der amerikanischen Besatzungszone sowie im amerikanischen Sektor in Berlin die Restitution des erbenlosen Vermögens von Privatpersonen zu betreiben, welche als „jüdisch“ rassisch verfolgt wurden und dadurch ums Leben kamen. Zusätzlich übernahm sie auch das zurückgegebene Vermögen von Institutionen und Organisationen, die von den Nationalsozialisten als „jüdisch“ eingestuft, enteignet und aufgelöst worden waren. Kurz vor Ablauf der Frist stellte die JRSO aber auch bei allen von ihr ermittelten Grundstücksgeschäften, bei denen der Verdacht auf Arisierung bestand und bei denen noch kein Antrag auf Restitution gestellt worden war, einen solchen Antrag – auch ohne evtl. vorhandene jüdische Alt-Eigentümer zu unterrichten, was in vielen Fällen zu Konflikten führte. Die Restitutionsverfahren und die Verwertung der dadurch erlangten Sachwerte waren sehr personal- und kostenintensiv. Es kam daher schon 1951/52 mit den vier Bundesländern in der amerikanischen Zone sowie 1955 mit West-Berlin zu Vereinbarungen über die Abtretung der Restitutionsansprüche. Nach der Zahlung entsprechender Entschädigungen verzichtete die JRSO in den noch nicht rechtskräftig abgeschlossenen Fällen darauf, ihre Ansprüche weiter geltend zu machen und überließ sie dem jeweiligen Bundesland, das die Verfahren in eigener Verantwortung weiterführte. Das auf diesem Wege erworbene Vermögen verteilte die JRSO an jüdische Institutionen und Organisationen vor allem in den USA und in Israel.
Eine Unterorganisation der JRSO, ihr kultureller Arm, war die Jewish Cultural Reconstruction (JCR), die sich um die Rückgabe der von den Nazis beschlagnahmten jüdischen Kulturgüter kümmerte. Geschäftsführerin dieser Organisation war Hannah Arendt, und ab 1951 arbeitete für sie auch Guido Schoenberger, der aus Frankfurt am Main in die USA emigrierte ehemalige Kustos des dortigen Historischen Museums.
Die parallelen Organisationen in der britischen und französischen Zone Deutschlands und in den entsprechenden Sektoren Berlins waren die Jewish Trust Corporation Ltd. (JTC) bzw. die Jewish Trust Corporation Branche Française (JTC BF).
Später wurden die Aufgaben der JRSO (und der JTC und JTC BF) von der Jewish Claims Conference übernommen.
Die JRSO ist im Verzeichnis der Unternehmungen des Department of State Departement von New York als aktiv gelistet (Stand 2024).